# Vasile Dîba
Vasile Dîba (Jurilovca, 24 juli 1954 – Colentina, 20 februari 2024) was een Roemeens kajakker.
Dîba nam deel aan drie Olympische Spelen. Hij won de gouden medaille op de K1 500 m en de bronzen medaille op de K1 1000 m op de Olympische Zomerspelen 1976 in Montreal. In 1980 was hij in Moskou zilveren medaillewinnaar op K4 1000 m (met Mihai Zafiu, Ion Geantă en Nicuşor Eşanu) en bronzen medaillewinnaar op de K1 500 m. Op de Olympische Zomerspelen 1984 in Los Angeles won hij geen medaille en moest hij genoegen nemen met een vierde plaats op de K1 500 m en een zevende plaats op de K1 1000 m.
Dîba heeft ook verschillende medailles op de wereldkampioenschappen gewonnen. Op de K1 500 m werd hij wereldkampioen in 1974, 1977 en 1978, en hij werd tweede in 1975. Op de K1 4×500 m estafette won hij de gouden medaille in 1974 en de zilveren medaille in 1975. Hij werd wereldkampioen op de K1 1000 m in 1977.
Dîba overleed op 20 februari 2024 op 69-jarige leeftijd.
1976: Vasile Dîba ·
1980: Vladimir Parfenovitsj ·
1984: Ian Ferguson ·
1988: Zsolt Gyulay ·
1992: Mikko Kolehmainen ·
1996: Antonio Rossi ·
2000: Knut Holmann ·
2004: Adam van Koeverden ·
2008: Ken Wallace